# Winong (Mirit)
Winong is een bestuurslaag in het regentschap Kebumen van de provincie Midden-Java, Indonesië. Winong telt 1442 inwoners (volkstelling 2010).